# 洗礼者聖ヨハネといる聖家族 (パルミジャニーノ)
『洗礼者聖ヨハネといる聖家族』（せんれいしゃせいヨハンといるせいかぞく、伊: Sacra Famiglia con san Giovannnino）は、イタリアのマニエリスム期の巨匠、パルミジャニーノが1528年ごろに制作した絵画である。 作品は、パルマに移された1662年までローマのファルネーゼ宮にあった。パルマでは、パラッツォ・デル・ジャルディーノに、そして後にガレリア・ドゥカーレに掛けられていた。1725年のガレリア・ドゥカーレでの「デスクリツィオーネ (解説)」は、本作を展示されている作品中、最高傑作のうちの一点と呼んだ。本作と残りのファルネーゼ家のコレクションは後にナポリに移され、作品は数年間王宮に展示された後、現在の所蔵元であるカポディモンテ美術館に移された。パルマ国立美術館とパラッツォ・コムナーレには、本作の二点の初期の複製が残っている。
パルミジャニーノへの帰属はほとんど議論の余地はないが、制作年代はかなり議論されている。ローマ（1524-1527年）での画家の時代に制作されたとする研究者もいれば、ボローニャ（1527-1530年）での時代に制作されたとする研究者もいるが、フリードバーグによると作品は二度目のパルマ滞在記（1530-1539）のものである。作品の技術と様式は、おそらくボローニャでの時代にまでさかのぼる。本作の鉱物の色彩はフレスコ画の制作に典型的であり、本作はまた、接着テンペラ、あるいはガッシュで制作されている。ヴァザーリは、パルミジャニーノがボローニャで、ガッシュにより「主人ルカ・ディ・レウティのために」二点の作品を描いたことを記している。
ウィンザー城のロイヤル・コレクション（RCIN 990346）、パルマ国立美術館（目録番号 510/ 5）、大英博物館 とアシュモレアン博物館（目録番号 446）には、本作の四点の準備素描が残っている（各一点ずつ）。本作はパルミジャニーノの最も古典的、かつラファエロ的な作品であり、ラファエロの『青い冠の聖母』を拠り所としており、エジプトへの逃避の場面を表している。